# ام‌اس سوبیسکی
ام‌اس سوبیسکی (به انگلیسی: MS Sobieski) یک کشتی بود که طول آن 155,8 m بود. این کشتی در سال ۱۹۳۸ ساخته شد.